# Liste der israelischen Botschafter in Polen
Die Liste der israelischen Botschafter in Polen bietet einen Überblick über die Leiter der israelischen diplomatischen Vertretung in Polen seit der Aufnahme diplomatischer Beziehungen bis heute.
| Amtszeit  | Name                                                                 | Anmerkung                                                                           |
| --------- | -------------------------------------------------------------------- | ----------------------------------------------------------------------------------- |
| ?         | ?                                                                    |                                                                                     |
| 1951–1952 | Aryeh Leon Kubovy                                                    |                                                                                     |
| ?         | ?                                                                    |                                                                                     |
| ?         | Moshe Avidan                                                         | Geschäftsträger                                                                     |
| ?         | ?                                                                    |                                                                                     |
| 1956–1958 | Katriel Katz                                                         |                                                                                     |
| 1958–?    | Rehavam Amir                                                         |                                                                                     |
| ?         | ?                                                                    |                                                                                     |
| ?         | Shlomo Lewaw                                                         |                                                                                     |
| ?         | ?                                                                    |                                                                                     |
| 1961–1964 | Avigdor Dagan                                                        |                                                                                     |
| 1964−1967 | Dov Sattath                                                          |                                                                                     |
| 1967–1986 | Abbruch der diplomatischen Beziehungen Aufgrund des Sechstagekriegs. |                                                                                     |
| 1986–1990 | Mordechai Palzur                                                     | ab 1990 Botschafter                                                                 |
| 1990–1993 | Miron Gordon                                                         |                                                                                     |
| 1993–1997 | Gershon Zohar                                                        |                                                                                     |
| 1997–2000 | Yigal Antebi                                                         |                                                                                     |
| 2000–2004 | Schewach Weiss                                                       |                                                                                     |
| 2004–2009 | David Peleg                                                          |                                                                                     |
| 2009–2014 | Zvi Rav-Ner                                                          |                                                                                     |
| 2014–2019 | Anna Azari                                                           |                                                                                     |
| 2019–2020 | Alexander Ben Zvi                                                    |                                                                                     |
| 2020–2021 | Tal Ben-Ari Yaalon                                                   | Geschäftsträgerin am 14. August 2021 auf unbestimmte Zeit nach Israel zurückgerufen |
| ab 2021   | Yacov Livne                                                          | im Juni 2021 ernannt, Amt am 28. Februar 2022 angetreten                            |